# IL-2 Sturmovik (videojuego)
IL-2 Sturmovik es un simulador de vuelo de combate ambientado en la Segunda Guerra Mundial y desarrollado por Maddox Games, compañía del propio creador, Oleg Maddox, quien lo diseñó junto a Ilya Shevchenko. Lo editan 1C en Rusia y Ubisoft en el resto del mundo. El título fue lanzado el 18 de noviembre de 2001 para las plataformas con sistemas operativos Windows. El nombre se deriva del avión de ataque soviético conocido como Ilyushin Il-2, principalmente porque la primera versión del juego, del año 2001, ponía en valor, y a disposición de los jugadores, las diferentes variantes de ese avión ruso, y únicamente en el Frente del Este, pero en pocos años el simulador fue aumentando en aparatos pilotables y en teatros de operaciones, por lo que hoy en día ya no se le considera, y desde hace tiempo, como un simulador de vuelo especializado únicamente en el Ilyushin Il-2 en el Frente del Este. Su gran éxito, por ejemplo, ha permitido no solo la creación de expansiones ambientadas en toda clase de teatros de operaciones de la Segunda Guerra Mundial sino que también ha iniciado la creación de otros simuladores de vuelo también llamados Il-2 Sturmovik, como IL-2 Sturmovik: Cliffs of Dover (2011) o IL-2 Sturmovik: Great Battles (2013).

## Temática
El juego estaba originalmente ambientado en las batallas aéreas del Frente Oriental durante la Segunda Guerra Mundial. Como ya ha sido indicado el nombre del juego se debe al avión de ataque, soviético Ilyushin Il-2, también llamado Sturmovik (Штурмови́к, ‘avión de ataque’ en ruso ), que desempeñó un papel prominente en este escenario de la guerra. Junto a sus secuelas, está considerado como uno de los principales simuladores de vuelo ambientados en la Segunda Guerra Mundial, si no el mejor valorado.

## Historia
Aunque en general tuvo un buen recibimiento por los jugadores especializados en el sector debido a su novedoso modelo de vuelo y gráficos de gran realismo, fue necesario sacar varios parches rápidamente para solucionar los primeros bugs importantes. Así, tras su lanzamiento, el juego recibió numerosas actualizaciones que han mejorado su rendimiento.
La versión original del juego ofrecía 31 aviones rusos, alemanes, británicos, franceses y estadounidenses para volar y otros 40 que no eran posible pilotar.
Actualmente, gracias a las posteriores expansiones se cuenta con una versión final de 347 aviones de los cuales es posible pilotar 256.

### Expansiones y parches oficiales
- IL-2 Sturmovik (2001)
  - Versión de lanzamiento, un CD-ROM de instalación.
  - 39 aviones del frente del Este modelizados, de los cuales 9 son pilotables por el jugador.
  - 6 campañas estáticas (Smolensk, Moscú, Stalingrado, Kursk, Crimea y Berlín).

- IL-2 Sturmovik: Forgotten Battles (2003)
  - Expansión independiente en CD-ROM (un standalone, es decir que no es necesario el CD-ROM del juego de 2001 para instalar Forgotten Battles).
  - Campañas dinámicas.
  - Incorporación de una gran cantidad de aparatos nuevos y controlables por el jugador.
  - Mejora de los escenarios, de la cabina y de la IA (se reportaban muchos problemas sobre los llamados «sputniks», aparatos IA con un techo irreal).
  - Ampliación de los controles para la gestión del motor (mezcla entre otros).
  - Se añaden las opciones de instalación mixed o standalone que posibilita tener ambas versiones en una o cada una de ellas por separado.

- IL-2 Sturmovik: Forgotten Battles - Ace Expansion Pack (2004)
  - Expansión para IL-2 Sturmovik: Forgotten Battles. No es un standalone, la instalación previa de Forgotten Battles es necesaria para instalar Ace Expansion Pack.
  - 29 nuevos aparatos.
  - 3 escenarios más aventurándose en el frente occidental: Las Ardenas, Normandía y El Pacífico para multijugador.
  - 9 campañas dinámicas más.

- IL-2 Sturmovik: Forgotten Battles - Gold Pack (2004)
  - Expansión independiente en CD-ROM (standalone) que permite instalar directamente IL-2 Sturmovik: Forgotten Battles e IL-2 Sturmovik: Forgotten Battles - Ace Expansion Pack en una sola instalación, sin necesidad de pasar por ninguna otra instalación previa.

- Pacific Fighters (2004)
  - Expansión indendediente en doble CD-ROM. No es necesaria ninguna otra instalación previa (es un standalone), pero no instala tampoco ninguno de los simuladores anteriormente mencionados. Pacific Fighters es, por lo tanto, un simulador de la serie IL-2 Sturmovik (utiliza el mismo motor 3D) pero está únicamente ambientado en la Guerra del Pacífico.
  - Se añaden los aparatos del Pacífico de diferentes naciones (principalmente aparatos japoneses, estadounidenses, británicos y neerlandeses).
  - El modelo de vuelo y de daños se hace aún más complejo y realista.

- Pe-2 Peshka (2006)
  - Expansión únicamente descargable en internet con la que el jugador obtiene de modo pilotable todas las variantes del bombardero soviético Petliakov Pe-2. No es un standalone y una instalación actualizada de Forgotten Battles es necesaria para que Pe-2 Peshka pueda ser instalado.

- Sturmoviks over Manchuria (2006)
  - Expansión únicamente descargable en internet y ambientada al final de la Segunda Guerra Mundial (1944-1945) en las zonas de Manchuria y Corea en las que se encontraron en conflicto potencias tales como la Unión Soviética, China y Japón.

- IL-2 Sturmovik: 1946 (2006)
  - Expansión únicamente descargable en internet.
  - Se añaden nuevos aviones, pero especialmente algunos prototipos o incluso diseños que nunca volaron realmente, como si la guerra hubiese continuado hasta 1946, llegando dichos diseños a ser realmente fabricados en serie. Esta expansión añade un claro elemento ficticio al simulador.
  - Nuevas campañas.

- IL-2 Sturmovik: 1946 - Complete Edition (2006)
  - Compilación en doble DVD: un DVD de instalación y un DVD de bonus.
  - El DVD de instalación permite la instalación completa, desde cero, tanto del simulador básico de 2001 como de todas las expansiones siguientes, incluyendo Pacific Fighters, Pe-2 Peshka, Sturmoviks over Manchuria e IL-2 Sturmovik: 1946. Se trata de un producto standalone, es decir que no necesita de ninguna otra instalación previa para poder ser instalado.
  - El DVD de bonus contiene material sobre Storm of War: Battle of Britain, simulador entonces en curso de desarrollo pero que acabó por ser lanzado en 2011 con el título de IL-2 Sturmovik: Cliffs of Dover.

- IL-2 Sturmovik: Birds of Prey (2009)
  - Adaptación (porting) de la serie de simuladores IL-2 Sturmovik pero en modo arcade y para consolas de videojuegos.

- Wings of Prey (2009)
  - De nuevo un porting pero en sentido inverso: Wings of Prey es una adaptación para PC del arcade para consolas IL-2 Sturmovik: Birds of Prey.

### Mods
Los mods en IL-2 permiten, entre muchas más cosas, controlar todos los aviones y añadir más mapas, más efectos, etc.

## Características

### El modelo de vuelo, nuevos conceptos
Si de algo se ha discutido acaloradamente en los círculos de pilotos virtuales de la Segunda Guerra Mundial, ha sido el modelo de vuelo de IL-2 respecto «del resto» y en especial sobre la saga Combat Flight Simulator, hasta entonces, reina de los cielos virtuales de la Segunda Guerra Mundial.
La salida de IL-2 al mercado revolucionó, como antes no había pasado, el panorama de la simulación bélica aérea de Segunda Guerra Mundial.

Como queriendo poner en entredicho el «slogan» del simulador doméstico indiscutible hasta entonces: «CFS, Lo máximo en realismo», IL-2 llegó al mercado ofreciendo el modelo más realista del comportamiento de un avión bélico de los años 30-40 que hasta entonces se había dado en la franja mayoritaria de este tipo de simuladores, simuladores domésticos sin incluir los MMOG de pago («Warbirds») u otros títulos más selectos como «WWII Fighters» de Jane's o «WWII, Battle of Britain» de Empire (este último un simulador con el modelo de vuelo más real hasta entonces pero condenado por los muchos problemas en multijugador).
Basado en una gestión avanzada del motor, los controles, y la aerodinámica en general, junto a un nivel de jugabilidad difícil de conseguir para ese grado de realismo, IL-2 se encumbró como el nuevo simulador aéreo de Segunda Guerra Mundial por excelencia. También gracias al apoyo de veteranos de la Segunda Guerra Mundial.

### Modos de juego
El juego proporciona varios modos de juego, que van desde campañas dinámicas a lo largo de la guerra pasando por misiones históricas y únicas hasta simples combates rápidos de entrenamiento y prueba.
Aunque en un principio el fuerte del juego se basaba en los combates multijugador en línea, con las siguientes versiones, y sobre todo con Forgotten Battles, el juego implementó tanto campañas dinámicas protagonizadas por la mayoría de las nacionalidades o bandos participantes en la contienda como misiones concretas y únicas tanto para un jugador como para multijugador en línea.

#### Campaña dinámica
Con la llegada en 2003 de la expansión Forgotten Battles ('batallas olvidadas'), Maddox implantó un sistema real de campaña dinámica en el cual las acciones y resultados del jugador determinan el resultado final. Aunque, si bien es cierto que IL-2 supuso prácticamente el rechazo a simuladores más pobres en el modelo de vuelo -según la comunidad de pilotos virtuales, como por ejemplo CFS2, este tipo de campañas había sido ya implementado por Microsoft en su simulador Combat Flight Simulator 3.

#### Combate rápido
En el modo de combates rápidos, el simulador permite elegir modelo de avión, modelo de los aparatos aliados y el del enemigo, también permite elegir el nivel dificultad de los combates, la maestría o destreza de los pilotos tanto propios como enemigos, así como si se entra en combate en desventaja o no, entre otras muchas otras opciones como por ejemplo la resistencia antiaérea que puede encontrar.

#### Multijugador
El juego en línea ofrece varias posibilidades de juego análogas en ocasiones al modo de un solo jugador. Se pueden jugar tanto campañas dinámicas ya concebidas por los propios jugadores como misiones sencillas en modos cooperativo (todos contra la IA), mezclados (jugadores+IA) o solo jugadores.
Se puede usar el programa Hyperlobby para conectarse a un servidor o hostear un mismo.

### El editor de misiones
También incluye un editor de misiones dónde se pueden gestar auténticas campañas aéreas muy al estilo del que en su día implantó Combat Flight Simulator.

### Extras

#### Enciclopedia de aparatos
Para obtener información real del material bélico existente en el juego, tanto si es IA como si no, un avión, un barco, un tanque..., el juego contiene una enciclopedia -especialmente extendida como es lógico para los aviones- con datos técnicos, los puntos fuertes y débiles de cada aparato y también una vista en 3D de los mismos.

#### «Tunning»
Una vez seleccionado un aparato, es posible personalizarlo con pieles o «skins» simulando la personalización real que algunos pilotos realizaban en la pintura de sus aviones. El jugador puede crear una propia simplemente con cualquier programa de edición gráfica o también descargarlas de los sitios web especializados en ello. Los skins se encuentran en carpetas para cada avión y versión, en la carpeta PaintSchemes/Skins dentro de la carpeta de instalación del simulador.
En modo multijugador, los skins del resto de jugadores en línea se guardan en caché local para no tener que cargarlos de nuevo si se coincide con ellos. En las primeras versiones, el tema de los skins personalizados daba problemas de carga en principio debido a un mal uso de la caché, más tarde problemas de conexión (la descarga de skins ralentizaba mucho las conexiones) y por último, en servidores que usaban software, análogo a Punkbuster por ejemplo, para comprobar archivos legítimos y evitar «cheats».

### Campañas, mapas y teatros

#### Campañas
URSS
- Caza DEL FRENTE DE Leningrado: 1941-1945 (Incluye Berlín)
- Caza: Lvov 1941, Smolensko 1941, Moscú 1941-1942, Crimea 1942.
- Bombardero pesado TB-3: Lvov 1941, Smolensko 1941, Moscú 1941-1942 y Leningrado 1942.
- Sturmoviks Leningrado: Leningrado 1941 hasta 1944.
- Sturmoviks: Lvov 1941, Smolensko 1941, Moscú 1941-1942, Crimea 1942, Kuban 1942, Stalingrado, Rzhev 1942-1943, Kuban 1943, Kursk, Liberación de Kuban, Crimea 1944, Smolensko 1944 y Berlín.
- Sturmoviks sobre Manchuria
- Sol brillante
- Burning Ridge
- Bombardero (entrenamiento)
- Caza (entrenamiento)
- Pe-2 frente enemigo
- Pe-2 Bombardeo naval
- VVS 1946 (ficticia)

Dificultad: 1.Mladshiy Leitenant, 2.Leitenant, 3.Starshiy Leitenant, 4.Kapitan, 5.Maior, 6.Podpolkovnik, 7.Polkovnik.
Armada de los Estados Unidos
- Bombardero de la Armada estadounidense: Mar del Coral mayo de 1942, Midway junio de 1942, Guadalcanal agosto de 1942, Santa Cruz octubre de 1942, Tarawa noviembre de 1943, Palaos septiembre de 1944, Iwo Jima febrero de 1945, Chichi Jima marzo de 1945 y Okinawa  abril de 1945.

- Caza de la Armada estadounidense: Mar del Coral mayo de 1942, Midway junio de 1942, Guadalcanal agosto de 1942, Santa Cruz octubre de 1942, Tarawa noviembre de 1943, Palaos septiembre de 1944, Iwo Jima febrero de 1945, Chichi Jima marzo de 1945 y Okinawa  abril de 1945.

Dificultad: 1.Aviation Pilot 1 st class, 2.Ensign, 3.Lieutenant (junior grade), 4.Lieutenant, 5.lieutenant commnader, 6.Commander, 7.Captain.
Cuerpo de Marines de los Estados Unidos
- Cuerpo de Marines: La isla de Wake diciembre de 1941, Midway junio de 1942, Guadalcanal octubre de 1942, Iwo Jima febrero de 1945, Chichi Jima marzo de 1945 y Okinawa  abril de 1945.

Dificultad: 1.Sargento artillero, 2.Segundo sargento, 3.Primer sargento, 4.Capitán, 5.Mayor, 6.Sargento coronel, 7.coronel.
USAAF
- Bombarderos estadounidenses: Nueva Guinea julio de 1942.

- Caza estadounidense: Pearl Harbor diciembre de 1941, Nueva Guinea julio de 1942 y Japón junio de 1945.

Dificultad: 1.Oficial de vuelo, 2.Segundo sargento, 3.Primer sargento, 4.Capitán, 5.Mayor, 6.Sargento coronel, 7.coronel.
Eslovaquia
- Caza: Kuban de 1942, Kuban de 1943 y Evacuación del Cáucaso.

Dificultad: 1.Catník, 2.rotník, 3.zástavník, 4.porucík let., 5.nadporucík let., 6.stotník let., 7.major let.
Rumanía
- Caza: Crimea de 1941, Crimea de 1942, Kuban de 1942, Stalingrado, Kuban de 1943, Evacuación del Cáucaso y Crimea de 1944.

- Bombardero: Crimea de 1942, Kuban de 1942, Stalingrado, Kuban de 1943, Evacuación del Cáucaso y Crimea de 1944.

- Stuka: Crimea de 1941, Crimea de 1942, Kuban de 1942, Stalingrado, Kuban de 1943, Evacuación del Cáucaso y Crimea de 1944.

Dificultad: 1.Ofiter echipaj cls .III, 2.sublocotenent, 3.locotenent, 4.Capitán, 5.locotenent-coamndor, 6.capitán-comandor, 7.comandor.
RNZAF
- Fuerzas aéreas de Nueva Zelanda: Singapur de enero de 1942.

Dificultad: 1.Oficial de vuelo, 2.piloto oficial, 3.Primer sargento, 4.Capitán, 5.Mayor, 6.Sargento coronel, 7.coronel.
RN
- Royal Navy: Iwo Jima febrero de 1945, Chichi Jima marzo de 1945, Okinawa abril de 1945 y Japón junio de 1945.

Dificultad: 1.Oficial de vuelo, 2.piloto oficial, 3.Primer sargento, 4.Capitán, 5.Mayor, 6.Sargento coronel, 7.coronel.
RAF
- Royal Air Force Far East Commander: Singapur de enero de 1942.

Dificultad: 1.Oficial de vuelo, 2.piloto oficial, 3.Primer sargento, 4.Capitán, 5.Mayor, 6.Sargento coronel, 7.coronel.
RAAF
- Royal Australian Air Force: Singapur de enero de 1942 y Nueva Guinea julio de 1942.

Dificultad: 1.Oficial de vuelo, 2.piloto oficial, 3.Primer sargento, 4.Capitán, 5.Mayor, 6.Sargento coronel, 7.coronel.
Polonia
- Caza (Lotnictwo Ludowego Wojska Polskiego): Berlín de 1945.

- Sturmovik (Lotnictwo Ludowego Wojska Polskiego): Berlín de 1945.

Dificultad: 1.chorazy, 2.podporucznik, 3.porucznik, 4.Kapitan, 5.Major, 6.podpulkownik, 7.pulkownik.
IJN
- Bombardero Betty: Singapur enero de 1942, Nueva Guinea agosto de 1942, Tarawa noviembre de 1943, Palaos septiembre de 1942, Iwo Jima febrero de 1945 y Okinawa abril de 1945.

- Bombardero de la marina imperial japonesa: Pearl Harbor diciembre de 1941, Wake diciembre de 1941, Mar de Coral mayo de 1942, Midway junio de 1942 y Santa Cruz octubre de 1941.

- Caza de la marina imperial japonesa: Pearl Harbor diciembre de 1941, Wake diciembre de 1941, Mar de Coral mayo de 1942, Midway junio de 1942, Santa Cruz octubre de 1941, Marianas junio de 1944, Palaos junio de 1944, Iwo Jima febrero de 1945 y Okinawa abril de 1945.

- Caza Rufe: Tulagi junio de 1942, Tarawa noviembre de 1943, Palaos septiembre de 1944, Iwo Jima febrero de 1945 y Okinawa abril de 1945.

- Gloria al rojo vivo (no es del todo histórica)

Dificultad: 1.Joto (Hiko) Heiso, 2.Sho-i, 3.Chu-i, 4.tai-i, 5.Sho-sa, 6.Chu-sa, 7.Dai-sa.

#### Zonas de combate / «Mapas»
El original IL-2 Sturmovik incluye varios mapas de las zonas principales del frente del este.
- Moscú (verano e invierno)
- Berlín
- Kuban
- Crimea
- Stalingrado (verano e invierno)
- Prohorovka
- Kursk

El primer add-on, Forgotten Battles, contiene más mapas:
- Leningrado (verano e invierno)
- Hungría (verano e invierno))

"Pacific Fighters" también incluye nuevos mapas pero del Pacífico como:
- Pearl Harbor
- Okinawa
- Midway
- etc.

El último add-on, IL-2: 1946, incluye dos mapas más:
- Manchuria
- Kiev y
- Noruega

En los años 2008 y 2009 jugadores benévolos añadieron nuevos teatros de operaciones:
- Curlandia (otoño and verano)
- Besarabia
- Eslovaquia

Paisajes imaginarios (sin auténtico rigor geográfico) como isla del Pacífico, desierto e Italia fueron añadidos a lo largo de la evolución del simulador.

### Material bélico del juego

#### Aviones
- Total de aparatos modelizados entre 2001 y 2011: 347
- Pilotables por el jugador: 256
- No pilotables por el jugador: 91

Aliados
| - A-20C,1941 - A-20G,1943 - B-17G,1943 - B-24J-100-CF - Beaufighter MK21, 1944 - Blenheim Mk.I, 1935 - Blenheim Mk.IV,1938 - BI-1,1942 - BI-6,1942 - C-47,1936 - DB-3M,1939 - F2A-2,1940 - F4F-3,1941 - FM-2,1943 - F4U-1A,1943 - F4U-1C,1945 - F4U-1D,1944 - F6F-3,1944 - F6F-5,1944 - G-11,1939 - Gladiator Mk.I, 1937 - Hurricane Mk.I, 1938 - Hurricane Mk.IIb,1940 - Hurricane Mk.IIc,1941 - Hurricane Mk.II (más protegido) - I-250 - Il-2, 1941 (primera serie) - Il-2, 1941 (segunda serie) - Il-2, 1941 (tercera serie) - Il-2, 1941 (versión más protegida) | - Il-2I, 1943 - Il-2M, 1942 (primera serie) - Il-2M, 1942 (últimas series) - Il-2T, 1943 - Il-2, 1943 Tipo 3 - Il-2, 1943 Tipo 3M - Il-4, 1942 - Il-10, 1945 - LaGG-3, 1941 (cuarta serie) - LaGG-3 IT, 1943 - LaGG-3, 1943 (serie 66) - La-5, 1942 - La-5F, 1943 - La-5FN, 1943 - La-7, 1944 - La-7 3XB-20, 1944 - La-7R, 1945 - Li-2, 1939 - MBR-2 AM-34,1937, 1937 - MiG-3, 1940 - MiG-3ud, 1941 - MiG-3 2XUB, 1941 - MiG-3 2XShVAK, 1941 - MiG-3 AM-38, 1941 - MiG-9 (I-300), 1946 - MiG-9FS, 1946 - P.11c, 1939 | - Hawk 75A-3, 1939 - Hawk 75A-4, 1939 - P-38J, 1943 - P-38L, 1944 - P-400, 1941 - P-39D-1, 1941 - P-39D-2, 1941 - P-39N-1, 1942 - P-39Q-1, 1944 - P-39Q-10, 1944 - P-40B, 1941 - P-40C, 1941 - P-40E, 1941 - P-40E M-105 (más protegido) - P-40M, 1942 - P-47D-10, 1943 - P-47D-27, 1944 - P-51B-NA, 1943 - P-51C-NT, 1943 - P-51D-20NA, 1944 - P-63C-5, 1944 - PBN Nomad, 1943 - Pe-2, 1940 (primera serie) - Pe-2, 1942 (serie 84) - Pe-2, 1942 (serie 110) - Pe-2, 1944 (serie 359) - Pe-3, 1941 | - Pe-3 bis, 1941 - Pe-8, 1940 - R-10, 1940 - SB 2M-100A, 1935 - SB 2M-103, 1938 - SBD-3, 1942 - Supermarine Seafire L.MK.III, 1943 - Supermarine Spitfire MK.Vb, 1941 - TB-3 4M-17, 1933 - TBF-1, 1942 - TBF-1C, 1943 - TBM-3, 1943 - Tu-2S - U-2VS - Yak-1, 1941 - Yak-1B, 1942 - Yak-3, 1944 - Yak-3 VK-107, 1945 - Yak-3R, 1944 - Yak-7B, 1941 - Yak-9, 1942 - Yak-9D, 1943 - Yak-9K, 1944 - Yak-9T, 1943 - Yak-9U, 1944 - Yak-15, 1946 - YP-80*, 1945 |

- *:Es conocido con el P-80.

Eje (aviones que oficialmente se pueden controlar)
| - A5M4, 1938 - A6M2, 1940 - A6M2-N, 1942 - A6M5a, 1944 - B-239, 1939 - B5N, 1939 - Bf-109E-4, 1940 - Bf-109E-4/B, 1940 - Bf-109E-7/B, 1941 - Bf-109E-7/Z, 1941 - Bf-109F-2, 1941 - Bf-109F-4, 1941 - Bf-109G-2, 1942 - Bf-109G-6, 1943 - Bf-109G-6/AS, 1944 - Bf-109G-10, 1944 - Bf-109G-14, 1944 - Bf-109K-4, 1944 - Bf-109Z, 1944 - Bf-110C-4, 1940 - Bf-110C-4/B, 1940 - Bf-110G-2, 1942 | - D3A1, 1939 - Fi-156 Storch, 1939 - FW-189 A-2, 1941 - FW-190 A-4, 1942 - FW-190 A-5, 1943 - FW-190 A-8, 1944 - FW-190 A-9, 1944 - FW-190 D-9, 1944 - Ta-152H-1, 1944 - FW-190 F-8, 1944 - FW-200 C-3/U4, 1941 - Fiat CR.42, 1938 - Fiat G.50, 1938 - G4M1-11, 1941 - Go-229 A-1, 1945 - H8K1, 1942 - He-111H-2, 1941 - He-111H-6, 1941 - He-111Z Zwilling, 1942 | - He-162 A-2 - He-162C, 1946 - Heinkel Lerche III B-2 - Hs-129B-2, 1942 - Hs-129B-3/WA, 1944 - I.A.R.80, 1940 - I.A.R.81a, 1940 - J2M3, 1944 - J2M5, 1944 - Ju-52/3mg7e, 1939 - Ju-87 B-2, 1941 - Ju-87 D-3, 1942 - Ju-87 G-1, 1943 - Ju-88 A-4, 1941 - Ju-88 (Mistel), 1944 - Ki-21-I, 1937 - Ki-21-II, 1940 - Ki-27 Ko, 1938 - Ki-43, 1944 - Ki-43-Ic, 1945 - L2D, 1941 | - MC.202, 1942 (y sus variantes) - Me-163B-1a, 1944 - Me-210Ca-1, 1943 - Me-210Ca-1 Zerstörer - Me-262A-1a, 1944 - Me-262A-2a, 1944 - Me-262HG-II, 1946 - Me-321, 1941 - Me-323, 1942 - M.S. 406, 1936 - M.S. 410, 1938 - Mörkö Morane, 1944 - N1K1-J, 1944 - N1K2-Ja, 1944 - Ta-183, 1946 |

#### Tanques

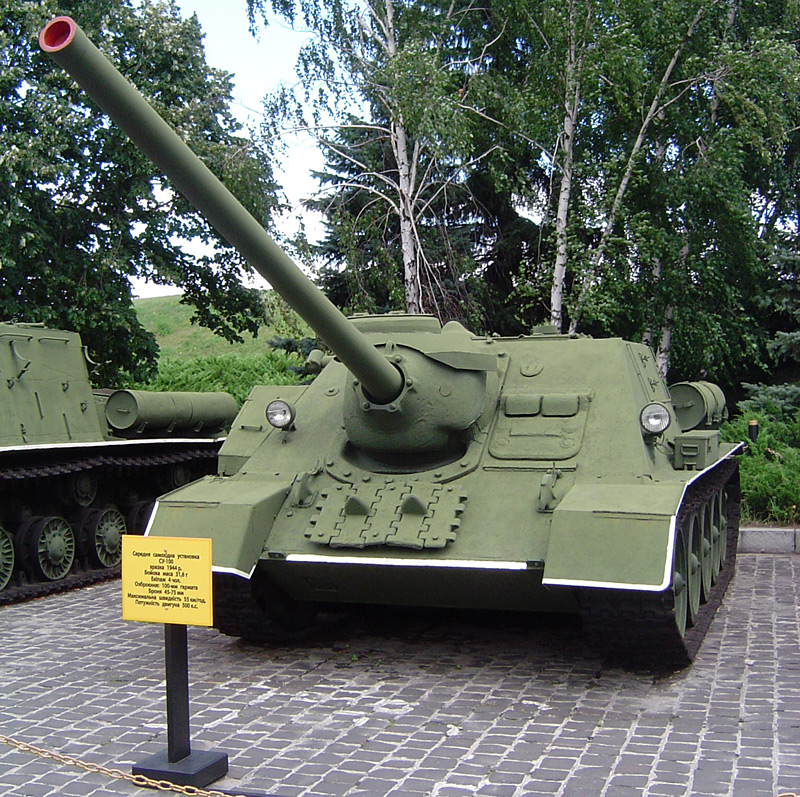
Un Su-100 ruso.

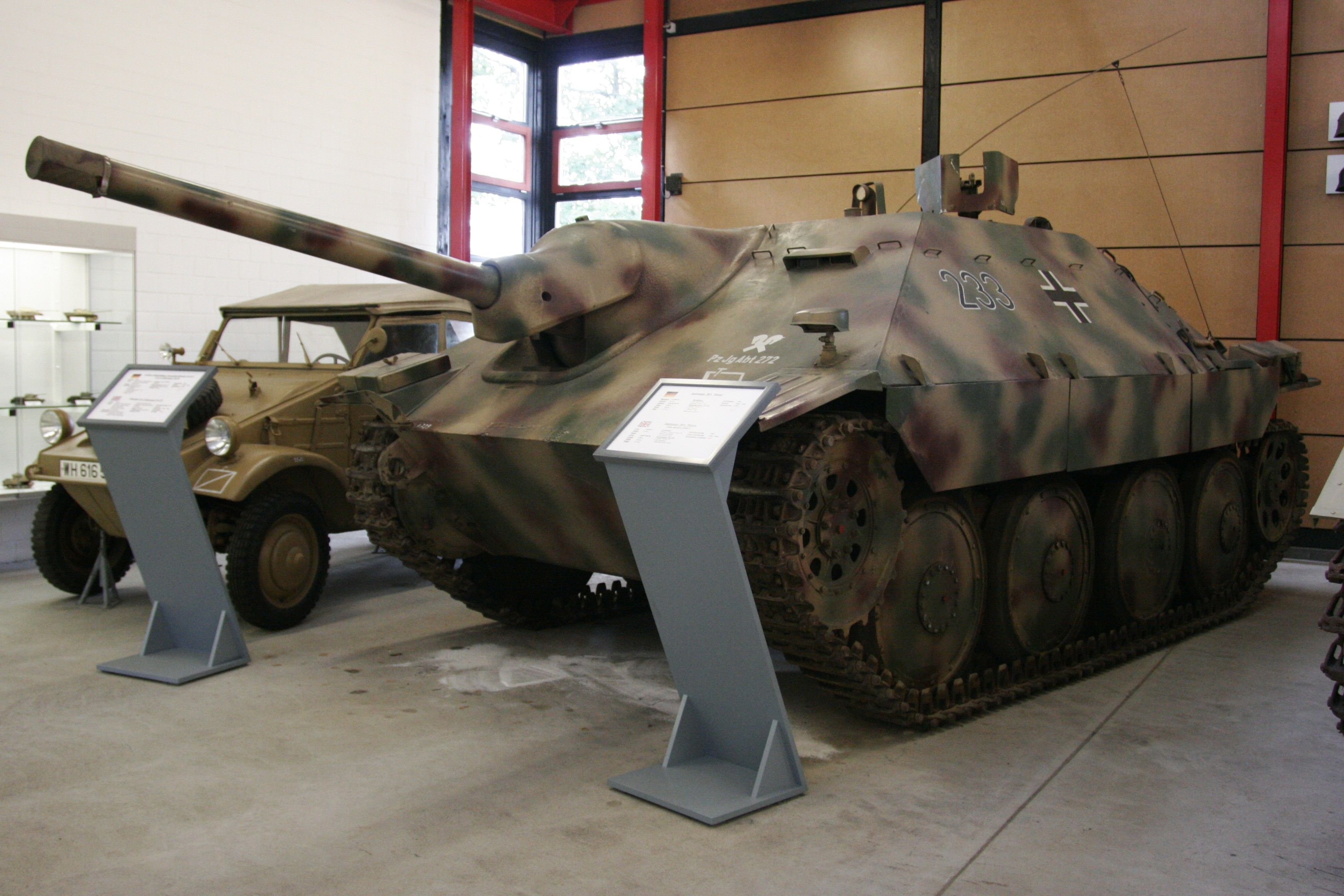
Un Jagdpanzer al lado de un Kuebelwagen.

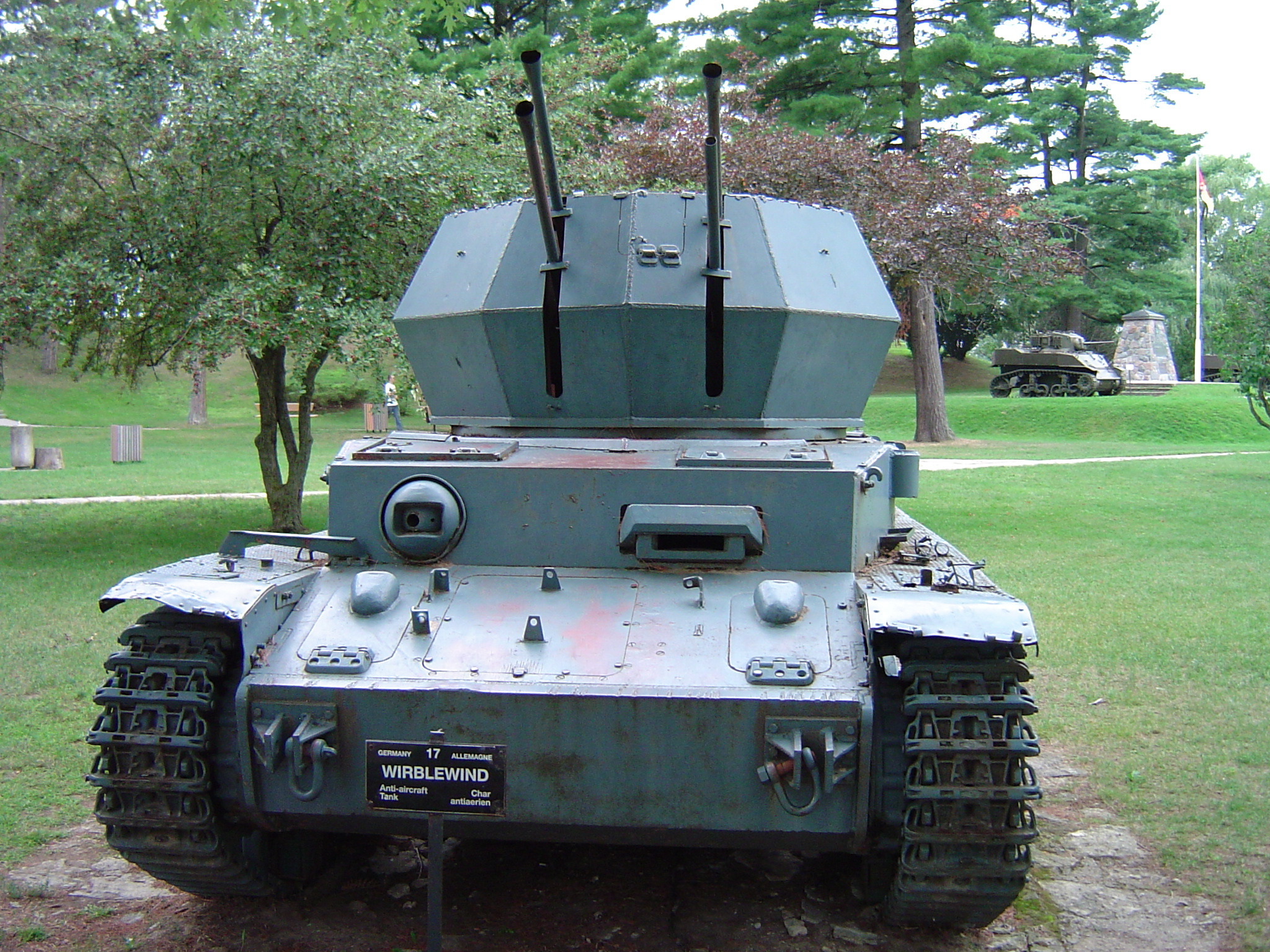
Un Wilberwind antiaéreo.

Aliados
- BT-7
- T-40
- T-60
- T-70
- Valentine II Mk III
- Sherman M4A2
- Sherman M4A2(76)W
- T-34
- ZSU-37
- SU-76M

- SU-85
- ISU-152
- M3A1 Stuart
- M5A1 Stuart
- Matilda UK
- Matilda AU

Eje
- Pz.Kpfw:II Ausf.F
- Pz.Kpfw:III Ausf.G
- Pz.Kpfw:III Ausf.J
- Pz.Kpfw:III Ausf.M
- Pz.Kpfw:III Ausf.N
- Turan I
- Turan II
- Pz.Kpfw. IV Ausf.F2
- Pz.Kpfw. IV Ausf.J
- Pz.Kpfw. V Panther
- Pz.Kpfw. VI Tiger E
- Pz.Kpfw. VI B Tiger II
- Zrinyi II
- Hetzer
- StuG IIIG
- StuG IV
- Ferdinand/Elefant

- Jagdpanther
- 40M Nimród
- Wirbelwind
- Chi-Ha
- Ha-Go
- Ha-Go radio
- Ho-Ro

#### Vehículos y artillería

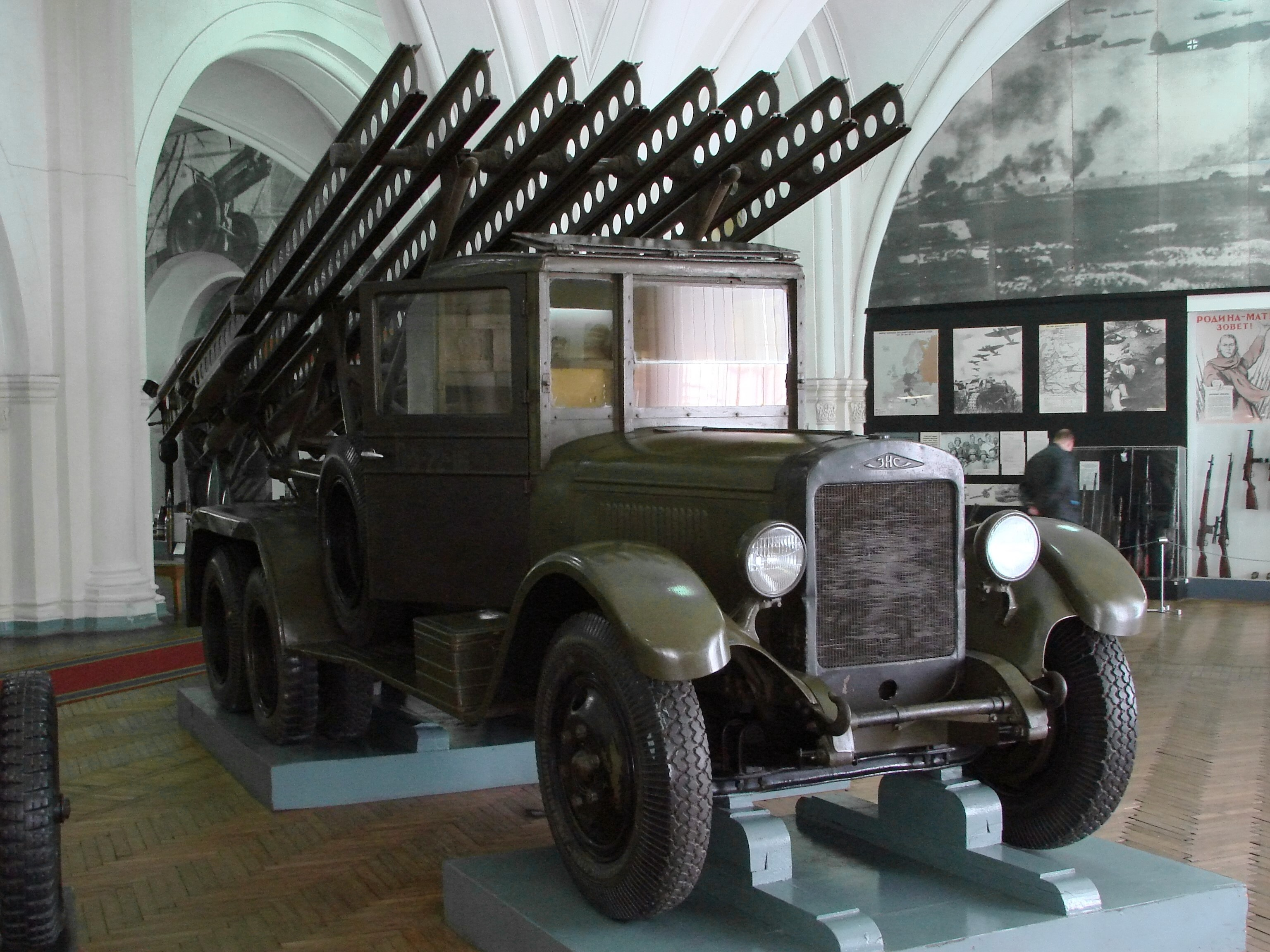
Katyusha ruso.

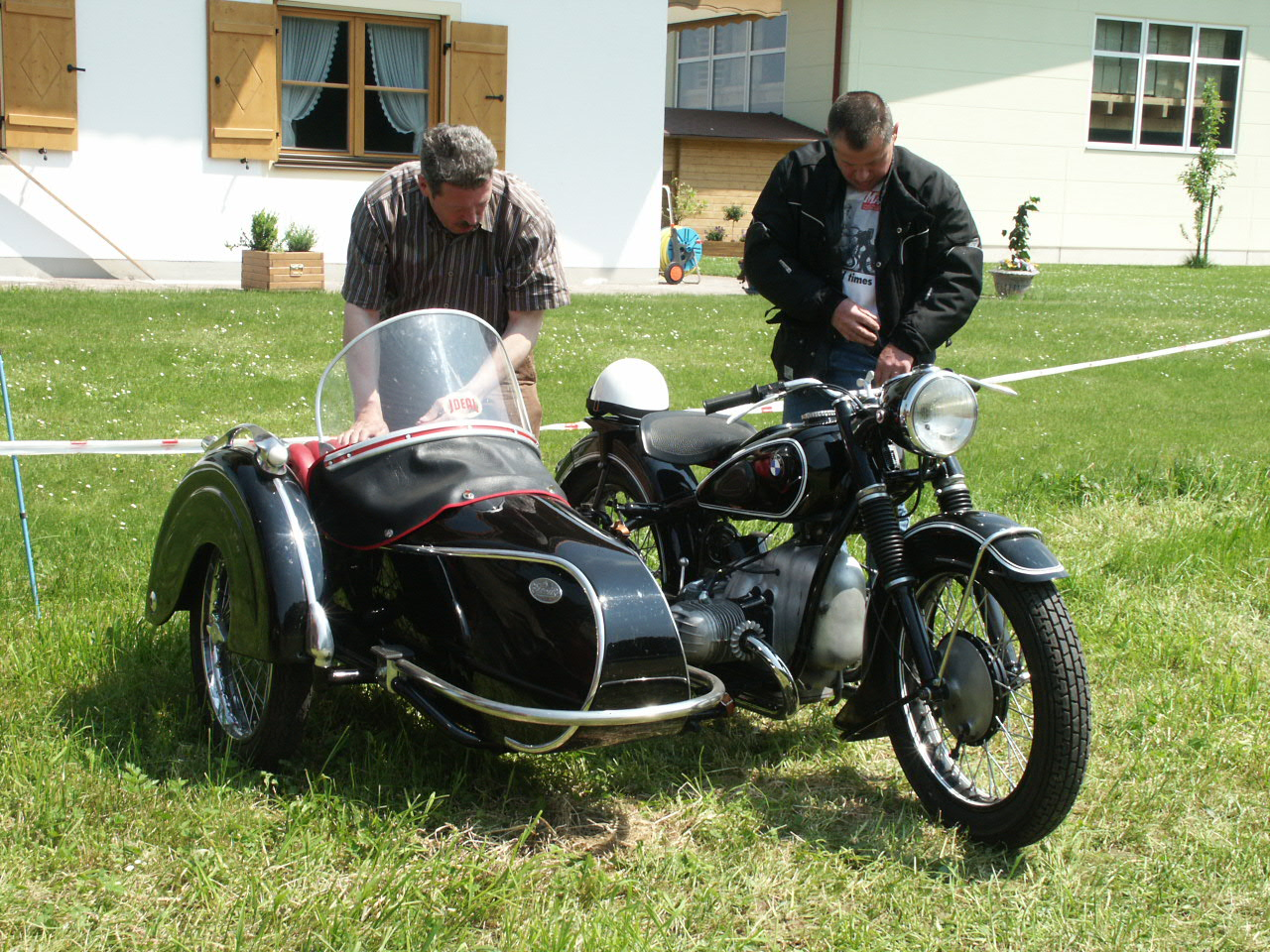
Sidecar BMW.

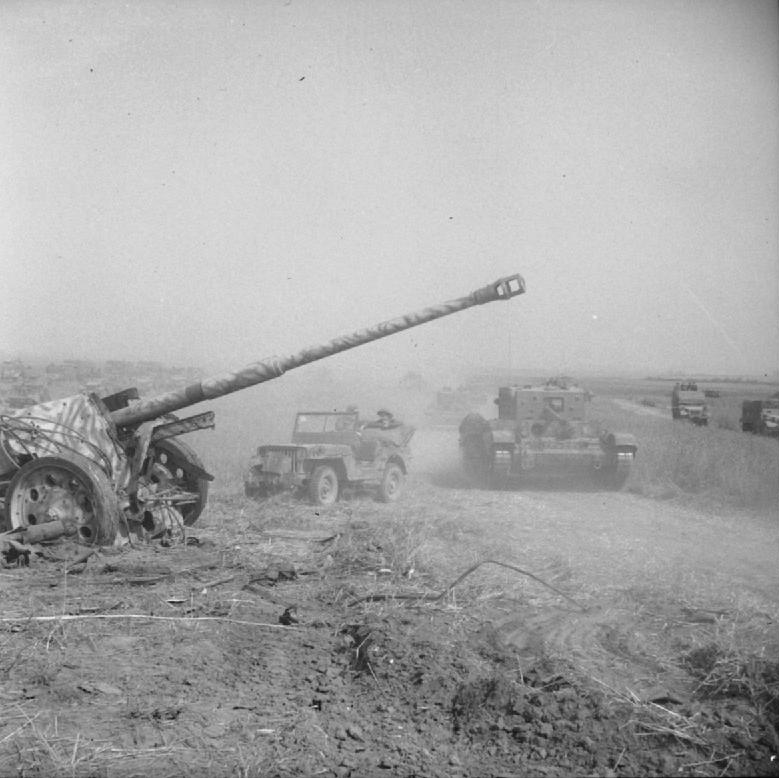
Cañón alemán PaK 43.

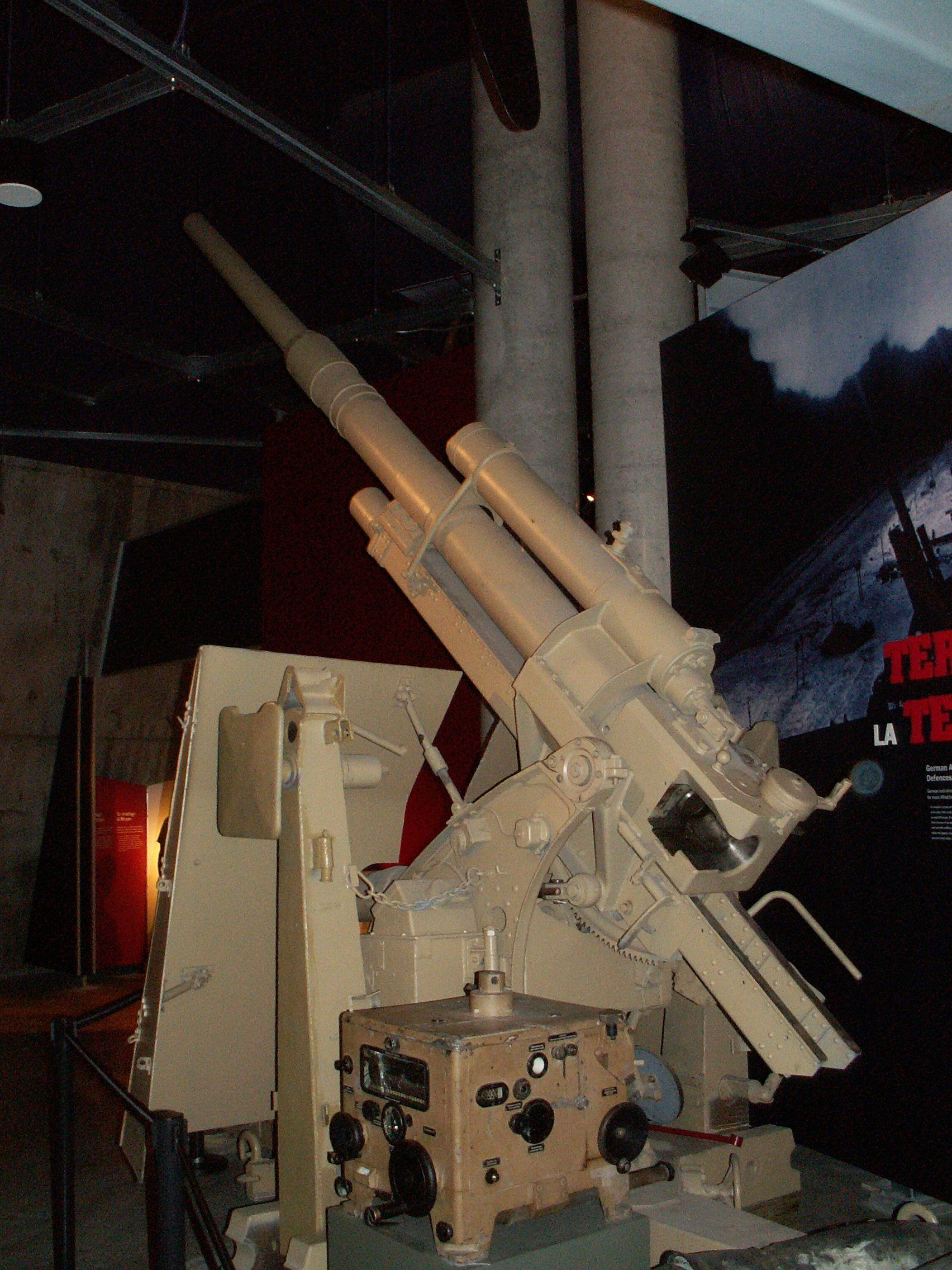
Flak 88 mm.

Aliados
- GAZ-M1 EMKA
- GAZ-67
- Willys MB
- ZIS-5 Transporte
- ZIS-5 Radio
- ZIS-5 AA
- ZIS-5 Médico
- ZIS-5 Combustible
- BA-10
- BA-64

- US-6 Studebecker truck
- Rocket launcher
- Katiusha
- 25mm AA
- 85mm AA
- 76mm ZIS-3
- 152mm ML-20
- Bofors 40 mm
- Bofors 40 mm fijos
- SPG M3
- M2A1
- M8 Greyhound
- .50 AAA

Eje
- Kübelwagen
- Opel Kadett
- sidecar BMW
- Opel Blitz 3,6-36S Transporte
- Opel Blitz 3,6-3700A Transporte
- Opel Blitz 6700 Ambulancia
- Opel Blitz 6700 Radio
- Opel Blitz Cisterna
- RSO
- Maultier
- Maultier con AA
- Maultier con lanzacohetes
- Hanomag
- Kettenkrad
- 20mm AA
- 88mm AA

- 50mm Pak-38
- 150mm field howitzer
- Kurogane
- Ho-Ha
- AA Tipo 98
- AA Tipo 96 X2
- AA Tipo 96 X3
- AT Tipo 94

#### Barcos
Aliados
- G-5 Barco torpedero
- BBK-1 Torreta lanzacohetes
- BBK-1 Torretas del T-34-76
- Destructor tipo 7
- Lanza-minas
- crucero Aurora
- crucero Kirov
- Tashkent destructor
- Marat  Acorazado
- Barco de transporte
- tipo SCH submarino
- USS Lexington (CV-2)
- USS Saratoga (CV-3)

- USS Essex (CV-9)
- USS Intrepid (CV-11)
- USS Indianapolis (CA-35)
- USS Ward (DD-139)
- USS Dent (DD-116)
- USS Fletcher (DD-445)
- USS O'Bannon (DD-450)
- USS Kidd (DD-661)
- USS Gato (SS-212)
- HMS Prince of Wales (53)
- HMS King George V (41)
- HMS Duke of York (17)
- HMS Illustrious (R87)

Eje
- MAS-501 Lancha torpedera
- S-80 Lancha torpedera
- Almirante Murgesku
- Crucero AA Nioble
- Barco costero de defensa
- AFP tipo 1
- AFP tipo 2
- tipo IIB Submarino
- Akagi
- Akizuki

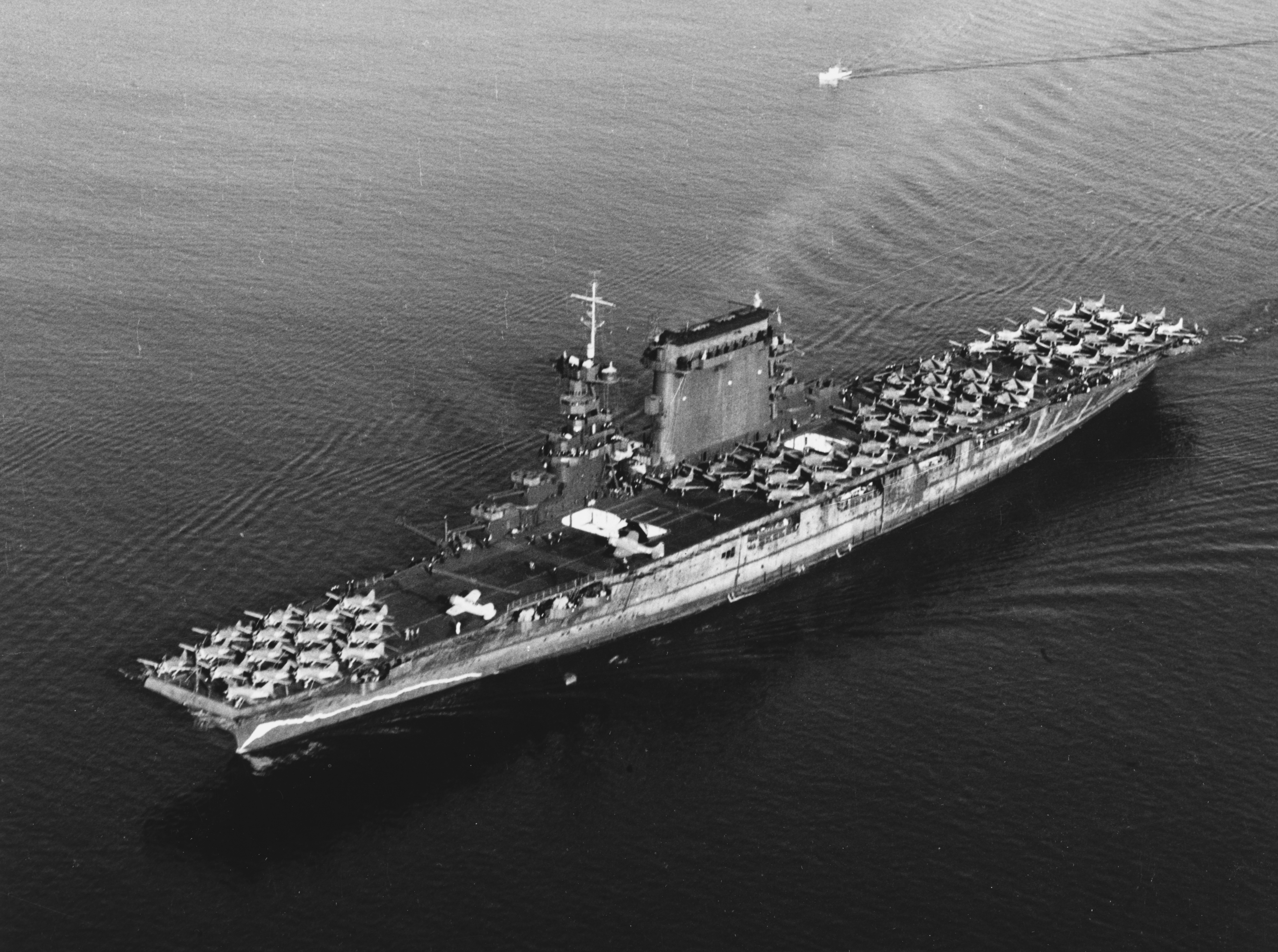
El portaaviones USS Lexington.

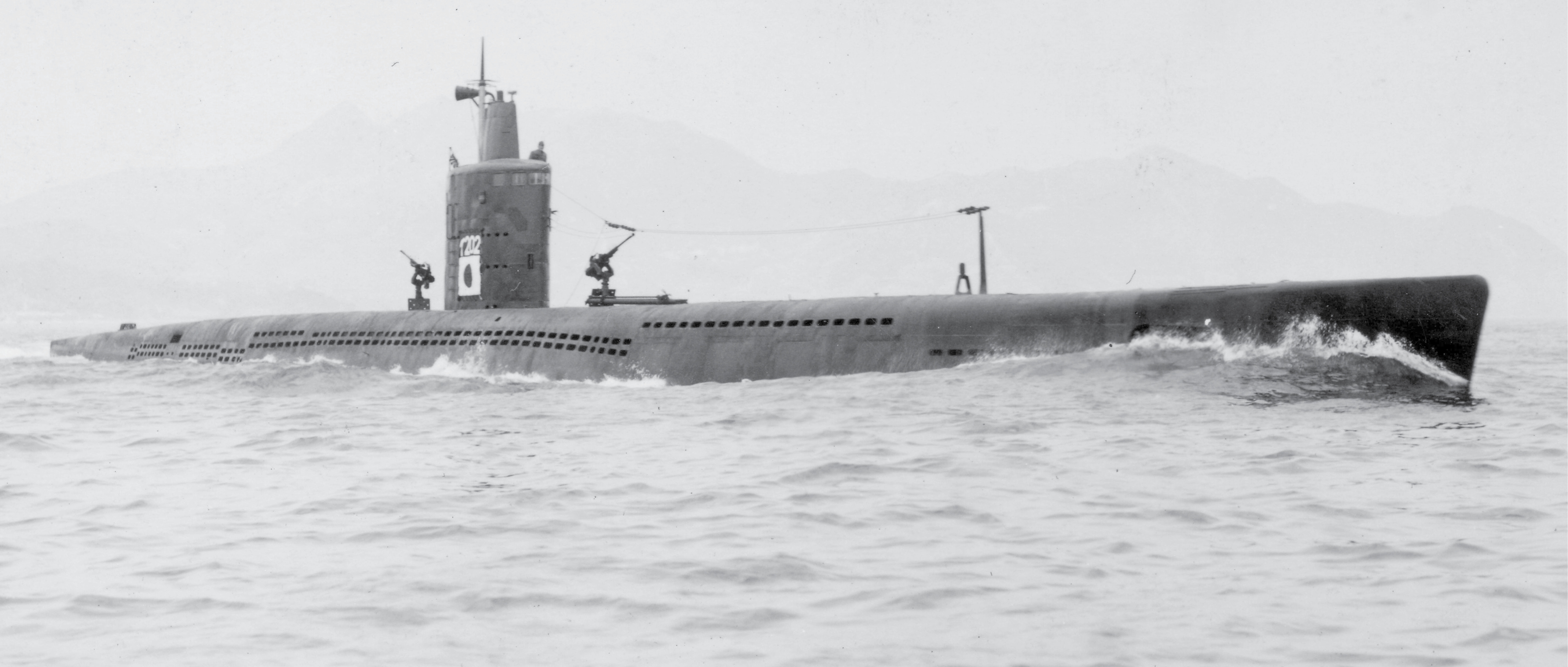
El submarino japonés I-202.

- Amatsukaze hay diferentes versiones dependiendo del año
- Arashi 1941
- Bismarck

- Kagerō 1941

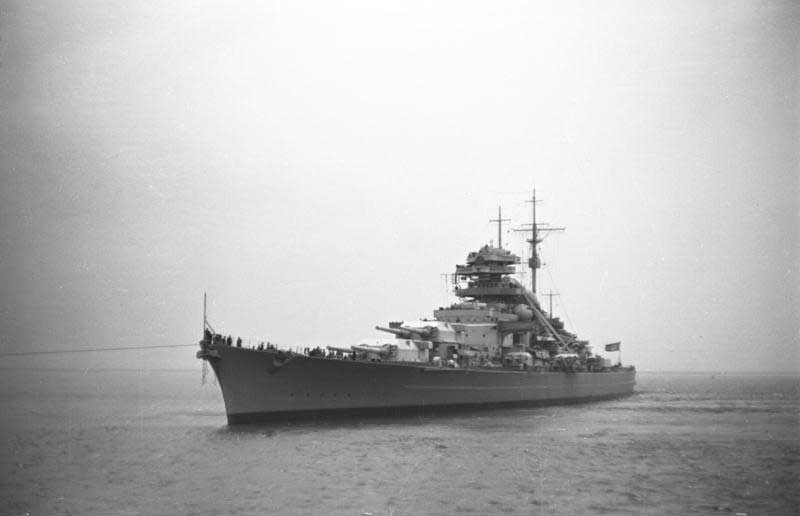
El acorazado Bismarck.

- Nowaki hay diferentes versiones dependiendo del año
- Yukikaze hay diferentes versiones dependiendo del año

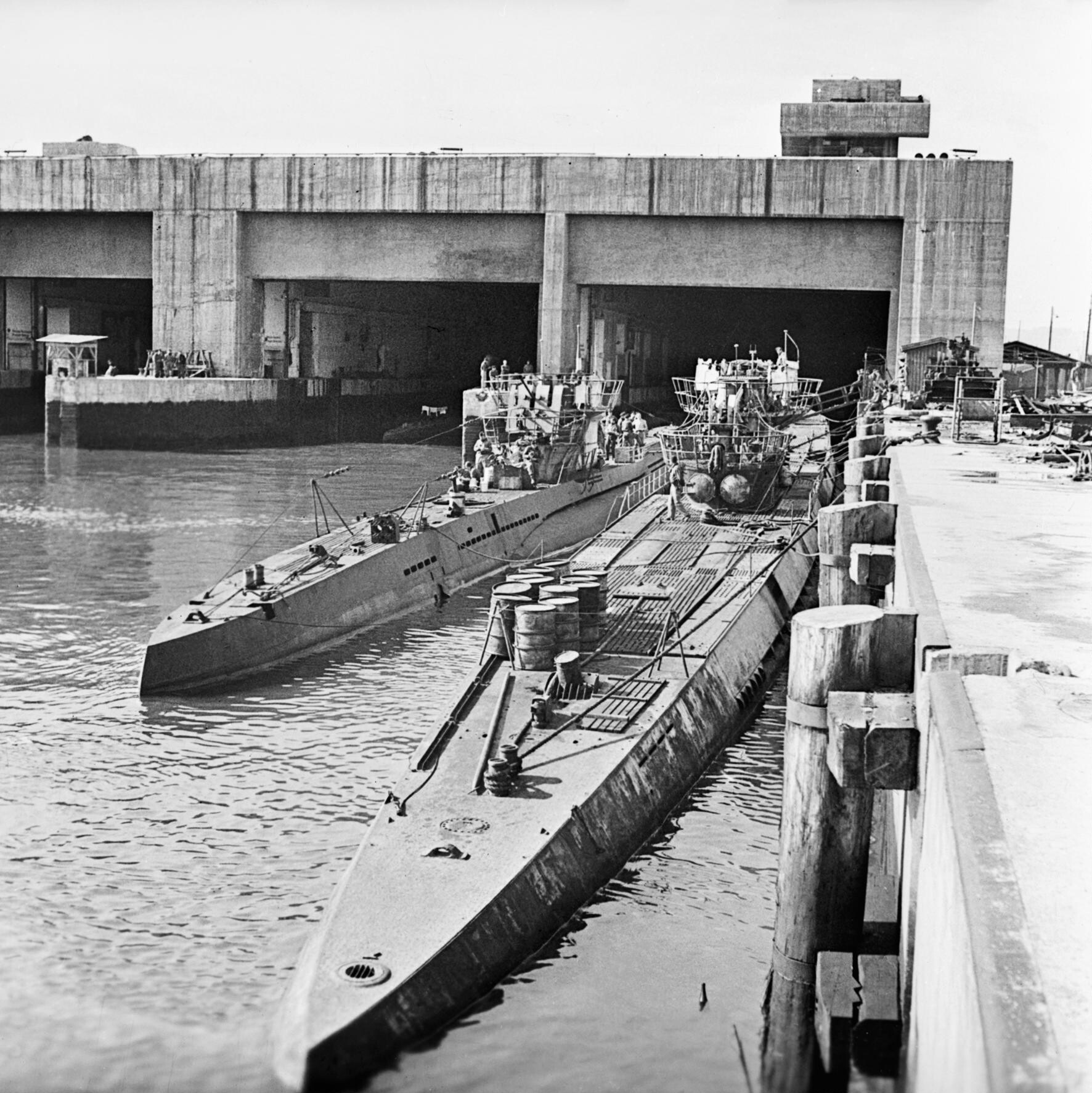
Dos U-Boot en la salida de un búnker en Noruega.

## Generaciones ulteriores
En función del motor 3D utilizado, se considera que existen tres generaciones de simuladores IL-2 Sturmovik: IL-2 Sturmovik: Cliffs of Dover y IL-2 Sturmovik: Great Battles son, respectivamente, la segunda y la tercera generación de simuladores IL-2 Sturmovik:

### IL-2 Sturmovik: Cliffs of Dover
Durante numerosos años, de 2004 a 2011, 1C Maddox Games estuvo trabajando en un nuevo simulador que reemplazaría tarde o temprano a IL-2 Sturmovik. Más perfeccionado que IL-2 Sturmovik y focalizado únicamente en la batalla de Inglaterra, estuvo anunciado durante todos esos años con el título de Storm of War: Battle of Britain. Finalmente, en enero de 2011, 1C Maddox Games decidió abandonar el título Storm of War y conservar el de IL-2 Sturmovik por ser éste mucho más conocido, a pesar de que se tratase de un simulador distinto, con su propio motor 3D. Con el título definitivo de IL-2 Sturmovik: Cliffs of Dover fue finalmente comercializado a partir del 31 de marzo de 2011. Cliffs of Dover es el nombre en inglés de los acantilados de Dover, sobre los que se produjeron numerosos combates aéreos durante la batalla de Inglaterra.

### IL-2 Sturmovik: Great Battles
Debido a ciertos fallos producidos (y nunca realmente del todo corregidos) en el motor 3D de IL-2 Sturmovik: Cliffs of Dover, una parte del equipo de concepción y diseño de Cliffs of Dover se unió en 2012 a los creadores del simulador de Primera Guerra Mundial Rise of Flight (comercializado este último desde 2009) para lanzar al mercado un nuevo simulador de vuelo de combate ambientado en la Segunda Guerra Mundial. Incluido de nuevo en la serie IL-2 Sturmovik este nuevo simulador, titulado IL-2 Sturmovik: Battle of Stalingrad, utilizaba originalmente el motor 3D de Rise of Flight y se ambienta en la famosa Batalla de Stalingrado. IL-2 Sturmovik: Battle of Stalingrad fue puesto a la venta por primera vez en verano de 2013, mediante un sistema de encargo por prepago, en internet. En 2016 fue lanzado un nuevo módulo, ambientado en la batalla de Moscú, y en 2017 el conjunto de módulos fue rebautizado como IL-2 Sturmovik: Great Battles. Nuevos módulos han sido también lanzados desde entonces, ambientados en otros teatros de operaciones, incluyendo el frente Occidental.